# Monoculodes intermedius
Monoculodes intermedius är en kräftdjursart som beskrevs av Robert Alan Shoemaker 1930. Monoculodes intermedius ingår i släktet Monoculodes och familjen Oedicerotidae. Inga underarter finns listade i Catalogue of Life.